# Nanna (Göttin)
Nanna (altnord. „Mutter“ oder „die Wagemutige“) ist eine Göttin in der nordischen Mythologie. Sie gehört zum Geschlecht der Asen. Bei Snorri Sturluson ist Nanna die Tochter des Nepr, der in den Þulur als Sohn Odins genannt wird, und Gattin des Balder und durch ihn Mutter des Forseti. 
In der isländischen Überlieferung von Snorri Sturluson bricht Nanna nach dem Tode ihres Gatten Balder gebrochenen Herzens an dessen Bestattungszeremonien tot zusammen und wird mit ihm verbrannt.  So trifft Hermodr, ein Sohn Odins, der den Auftrag hat, Balder aus der Totenwelt zu befreien, diesen zusammen mit Nanna an und er erhält von Balder den Ring Draupnir für Odin und von Nanna ein Kopftuch für Frigg und einen goldenen Fingerreif für Fulla.
Beim dänischen Geschichtsschreiber Saxo Grammaticus ist Nanna die Tochter des norwegischen Königs Gevarus, die von Balderus und dem schwedischen Königssohn Hötherus umworben wird. Da sie sich für Hötherus entscheidet, da  ihrer Meinung nach Ehen zwischen Menschen und Göttern unglücklich sind, fordert Balderus den Hötherus zum Kampf heraus. Dies führt zum Krieg zwischen Göttern und Menschen, bei dem die Götter unterliegen, und Balder von Hötherus durch besondere Umstände getötet wird. 
In der Liederedda (Hdl 20) ist noch eine Nanna bekannt, welche Tochter eines gewissen Nökkvi ist.